# Turismo em Angola
Os pontos turísticos da angola são;
- Parque Nacional da Kissama
- Quedas de Kalandula
- Quedas do Ruacaná
- Mussulo
- Miradouro da Lua
- Parque Nacional do Iona

- Rio Zambeze

## E muitos outros.

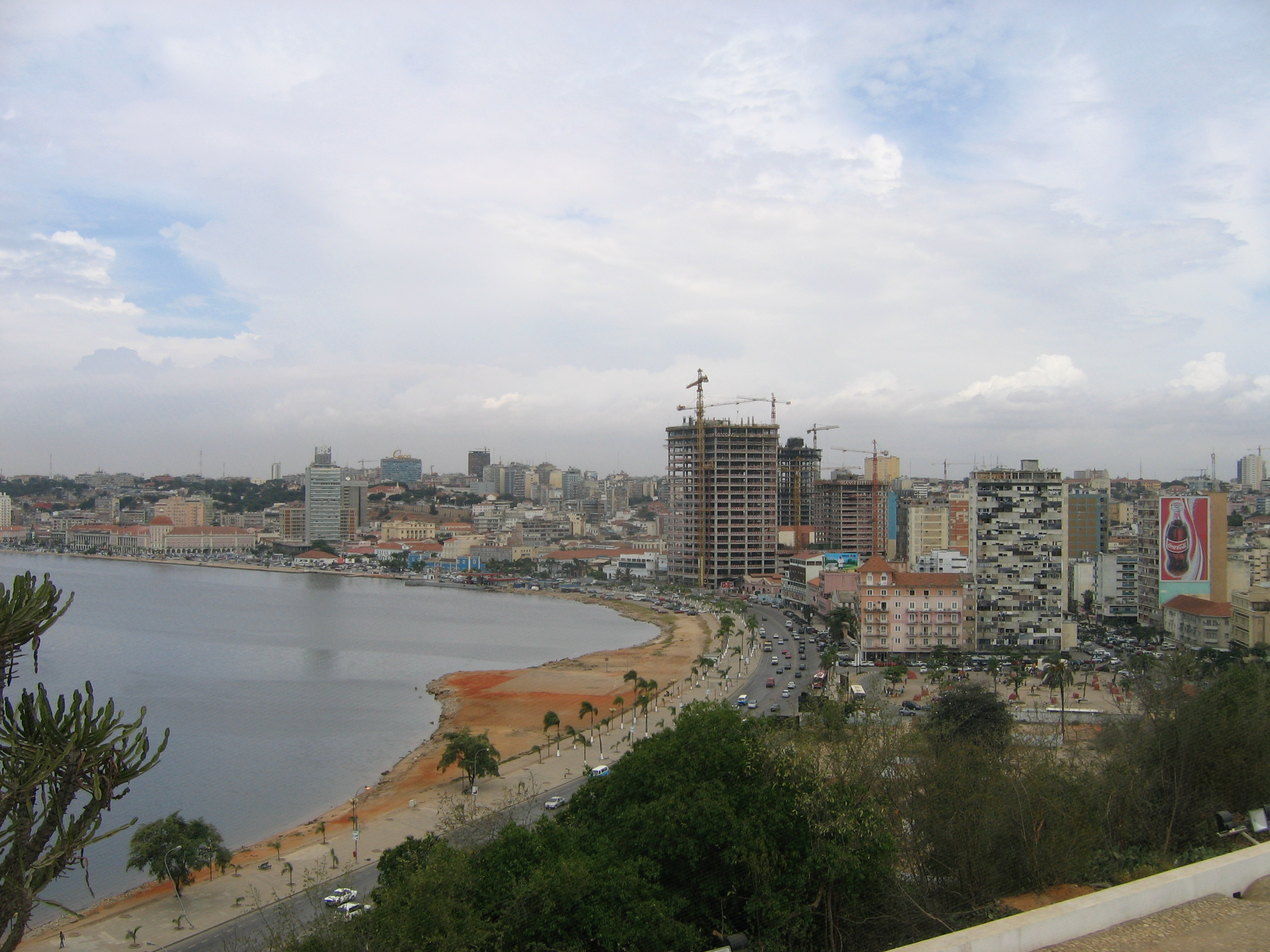
Capital de Angola e ponto turístico entrada principal, Luanda

O turismo em Angola está diretamente associado à beleza natural do país. O setor do turismo em Angola é relativamente novo, condicionado pela guerra civil, que terminou em 2002. o ano 2013 teve sua maxima cantidad de turistas com 650.000  mas no ultimo dato do 2018 teve somente 215.000 turistas 

## Atrações Turísticas

### Parque Nacional de Cangandala
O Parque Nacional de Cangandala é outra atração do visitante em Angola. É o menor parque nacional em Angola. Está localizado perto de Malanje, na província com o mesmo nome. Situa-se entre o rio Cuije e dois tributários do rio Cuanza. As cidades de Culamagia e Techongolola estão situadas nos extremos do parque. O parque foi criado em 1963, quando Angola era ainda uma colônia Portuguesa.

## Culinária
Se o visitante preferir a tradicional culinária ocidental, terá opções de pizzarias e casas de massas, restaurantes de comida portuguesa (com o bacalhau como destaque), comida internacional em geral e algumas casas de fast food existindo também KFC. 